# Brannenburg
Brannenburg est une commune de l'arrondissement de Rosenheim en Bavière (Allemagne).